# Weingut Lanius-Knab

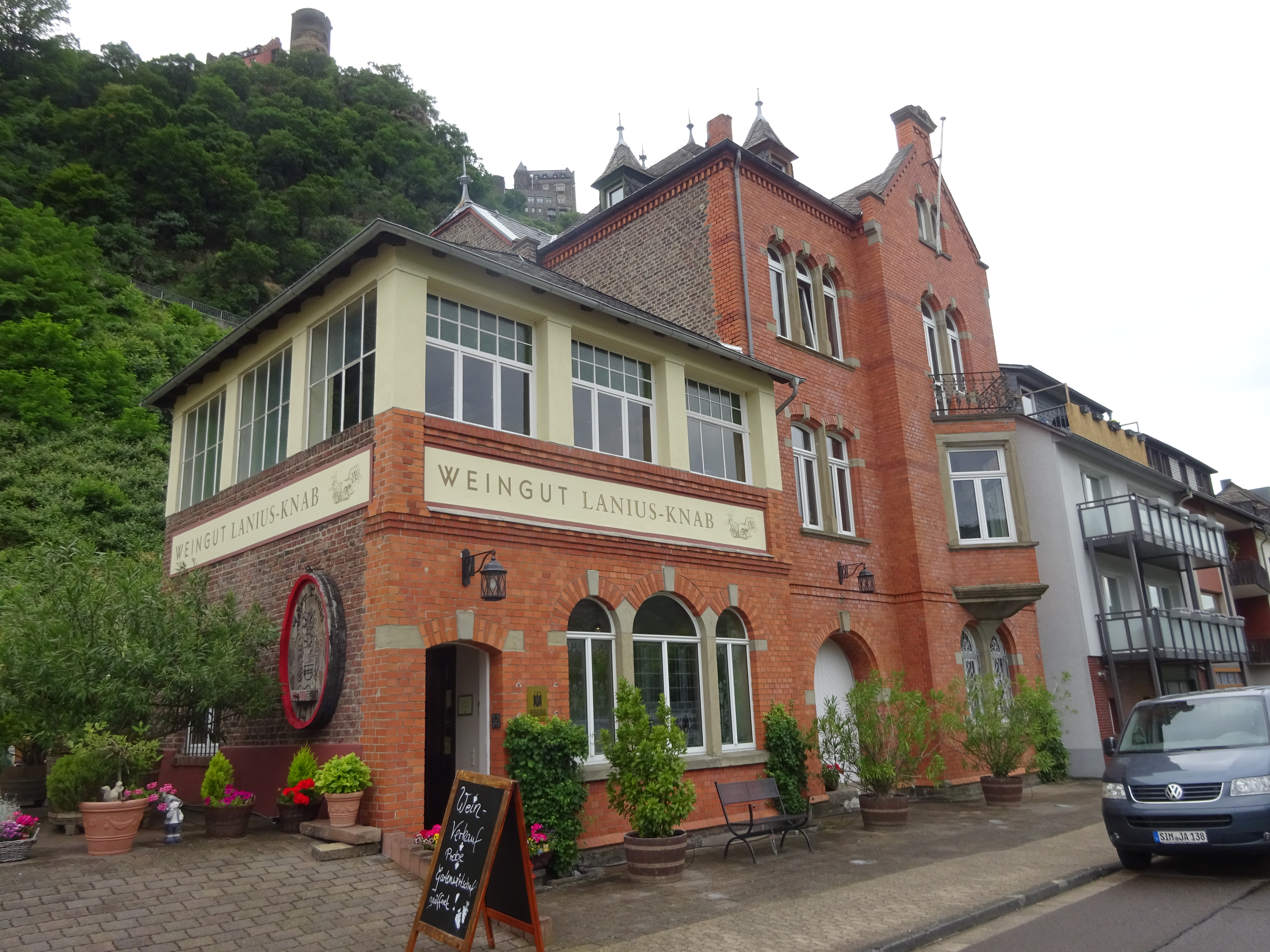
Weingut Lanius-Knab

Das Weingut Lanius-Knab befindet sich in der Stadt Oberwesel am Mittelrhein und wird von den Eheleuten Jörg Lanius und Anja Lanius-Kastien geführt. Es ist seit 1995 Mitglied im Verband Deutscher Prädikatsweingüter (VDP). Aus der rund 9 ha großen Anbaufläche werden jährlich etwa 35 000 Flaschen Wein erzeugt, der durchschnittliche Ertrag liegt bei 55 hl/ha.

## Geschichte
Der Weinanbau bildet in der Familie Lanius seit mehreren Generationen einen Teil der Erwerbsgrundlage. 1991 übernahm Jörg Lanius nach einer klassischen Winzerlehre und dem Weinbaustudium den Betrieb seiner Eltern und betreibt den Winzerbetrieb seit dem im Vollerwerb. In vorangehenden Wanderjahren auf Weingütern in der Toskana, in Südafrika und Neuseeland begründete er sein Fachwissen.
Das Weingut Lanius-Knab besitzt ein eigenes Logo. Hierauf werden Reiter und Quadriga abgebildet, was auf die römische Vorgeschichte anspielen soll. Der Name Lanius ist laut dem Inhaber Jörg Lanius wahrscheinlich römischen Ursprungs.

## Lagen
Der Oberweseler Oelsberg befindet sich nördlich von Oberwesel als reine Südlage in der Rheinbiegung. Seine Steigung beträgt 63 %. Durch die Verbindung zwischen dem für den Mittelrhein typischen Schieferbodens, dem Lösslehm und dem Buntsandstein erweist sich die Bodenstruktur als ungewöhnlich fettig. Der gerade Rheinzufluss auf den Oelsberg schafft zudem eine besonders günstige Sonneneinstrahlung.

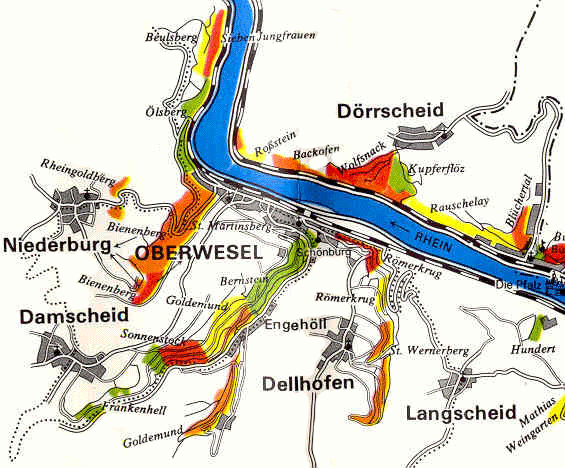
Oberweseler Lagen

Der Engelhöller Bernstein zieht sich in einem Seitental des Rheins von der Stadt Oberwesel bis zum Stadtteil Engehöll, der 1,5 km entfernt liegt. Die Wärmestauung, welche durch die amphitheaterähnliche Wölbung des Tals und den hohen Steinanteil hervorgerufen wird, begünstigt die Wärmespeicherung und sorgt so für eine lange und gleichmäßige Vegetationsperiode. Durch die hohen Berggipfel besteht zudem ein natürlicher Windschutz. Die Reben befinden sich lediglich am Südhang, wo der Boden sich vor allem durch seinen hohen Mineralstoffgehalt auszeichnet.
Der Boden des Engehöller Goldemund besteht aus einer Kombination von Schieferboden mit eingelagertem Quarzit und hohem Lehmanteil.

## Rebsorten
Mit 92 % aller angebauten Rebstöcke des Weingutes Lanius-Knab überwiegt die Sorte des weißen Rieslings, rund 8 % der Rebstöcke gehören dem Spätburgunder an. Nach der Lese wird der Wein zunächst mit traubeneigenen Hefen in Edelstahltanks ausgebaut, bevor die finale Reife in Eichenholzfässern erfolgt.

## Auszeichnungen
- Eichelmann 2016: ausgezeichnet als „sehr gutes Weingut“ (3 Sterne)
- Gault-Millau 2015: ausgezeichnet mit einer Traube
- Feinschmecker 2015: ausgezeichnet mit zwei Punkten[7]

## Mitgliedschaften
- Slow Food
- Verband Deutscher Prädikatsweingüter